# Les Barbares (Alix)
Pour autres œuvres du même nom, voir Les Barbares (homonymie).
Les Barbares est le vingt-et-unième album de la série Alix, écrite par Jacques Martin, et dessinée entièrement pour la première fois par Rafael Morales. Publié le 3 octobre 1998 et tiré à 130 000 exemplaires, c'est le seul album édité par Dargaud. Sa publication intervient cinquante ans après le premier album de la série, Alix l'intrépide.
Alix et Enak sont envoyés au fort d'Altus Rhenus, à la frontière des possessions romaines le long du Rhin. Ils sont entraînés dans l'expédition du tribun mégalomane Tullius Carbo qui veut conquérir la Germanie. Alors que l'expédition tourne au fiasco face aux attaques des barbares et aux conditions climatiques rudes, le général Galva traverse la Gaule pour les secourir.

## Résumé
Alix et Enak sont envoyés par Jules César à la frontière romaine en Germanie, afin de dessiner et décrire le fort d'Altus Rhenus. Son commandant, le grand tribun Tullius Carbo, se montre réticent et provoque Alix en duel. Le lendemain, Alix et Enak inspectent le fort et découvrent qu'une expédition militaire se prépare. Le marchand Simones Falcalus arrive au fort, apportant esclaves et fourrures au tribun. Le centurion Valerius Graber met en garde les deux héros et leur conseille de quitter le fort au plus vite, mais Alix et Enak veulent mener à bien leur mission. Au même moment, à Rome, le consul Jules César nomme Galva général et le charge des territoires au nord de la Gaule. Galva prête serment devant le Sénat.
À Altus Rhenus, Alix empêche deux jeunes esclaves germaines d'assassiner des officiers romains ivres après leur repas ; mais les deux jeunes filles préfèrent se suicider. Le lendemain, Tullius Carbo tourne Alix et Enak en ridicule devant ses soldats, puis charge Falcalus de les empoisonner en faisant croire à un accident. La tentative est déjouée par les deux héros, qui révèlent à Tullius Carbo qu'ils ont obtenu de César le titre de centurion. En représailles, le tribun les humilie une nouvelle fois devant les soldats.
Pendant ce temps, les troupes de Galva ont quitté le port d'Ostie et arrivent en Gaule à Massilia. Elles remontent le Rhône en direction de Lugdunum. Tullius Carbo règle les derniers préparatifs de son expédition en Germanie, et révèle à Alix qu'il veut s'emparer de l'ambre et devenir le citoyen le plus riche de Rome. Alix et Enak sont obligés de le suivre. Galva et ses hommes s'arrêtent en chemin dans un oppidum gaulois, où ils festoient et se reposent plusieurs jours. Le lendemain, la flotte de Carbo, forte de deux cent légionnaires, quitte Altus Rhenus et descend le Rhin. Elle est vite repérée par les Germains, et arrive en mer du Nord. Les Romains débarquent sur une petite île et y établissent un camp fortifié, alors qu'Enak continue ses dessins.
Le lendemain, les Romains continuent leur expédition et débarquent le long du fleuve. Alix et Enak surprennent des enfants se baignant à la rivière, qui reviennent paniqués dans leur village. Tullius Carbo et Falcalus surprennent des marchands grecs et les attaquent avec des flèches enflammées : le tribun ne veut pas qu'ils rapportent à Rome leur cargaison d'ambre. Alix, scandalisé, s'interpose pour sauver les Grecs, qui retournent au village barbare. Alix et Enak retrouvent deux jeunes filles barbares (Mavir et Klera) qui leur offrent des cadeaux, dont de l'ambre. Le jour suivant, les Romains attaquent le village germain. En réalité, c'est une embuscade et ils doivent rebrousser chemin, ayant subi des pertes.
Alors qu'Alix et Enak sont repartis à la rencontre de Mavir et Klera, ils sont attaqués par Turbo et Falcalus qui les avaient suivis. Le tribun tente de violer Klera, mais la jeune fille le transperce avec son propre poignard, et Tullius Carbo meurt peu après. Alix ordonne aux soldats d'enterrer Carbo et les officiers décident de rentrer à Altus Rhenus. Alors que les barbares accourent sur la plage, les Romains repartent en bateau dans des conditions difficiles. Ils atteignent le fort mais découvrent que tous les soldats ont été massacrés. Alix décide de débarquer pour enterrer les morts, alors que d'autres navires continuent leur route : c'est la débandade. Peu après, les conditions climatiques empirent : il neige et le fleuve gèle, forçant les Romains à continuer à pied sur la glace, traqués par les Barbares. Quelques jours plus tard, la glace commence à fondre. Falcalus arrive et annonce que les soldats ayant tenté d'accoster ont tous été massacrés. Avant d'avoir pu rejoindre les troupes romaines, il est tué d'un coup de lance par un barbare. 
Les Barbares attaquent les Romains en déversant un liquide inflammable dans le fleuve. Pris de panique, Enak tombe à l'eau et est secouru par Alix, tandis que plusieurs soldats romains sont entraînés dans les flammes. Finalement, l'expédition de Galva arrive pour secourir les deux héros. Les Barbares arrivent près du fort : ils incendient le pont qui enjambe le fleuve et tuent les derniers soldats survivants. Enak, souffrant, est soigné par un devin et est remis sur pied. Quelques jours plus tard, Alix et Enak quittent Altus Rhenus, reprochant à Galva d'avoir traîné en Gaule et de ne pas être arrivé plus tôt.

## Personnages
Alix et Enak sont au centre de l'aventure. Inséparables, ils ont le grade de centurion, ce qui leur permet d'incorporer l'armée romaine et de participer à l'expédition en Germanie. Enak, ayant un talent de dessinateur, a été choisi par César pour réaliser des croquis du fort. Plusieurs officiers romains viennent en aide aux deux héros, comme le centurion Valerius Graber.
Le grand tribun Tullius Carbo, à la tête du fort d'Altus Rhenus, a entraîné une armée et construit des chars de combat pour envahir la Germanie. Assoiffé de pouvoir et de richesses, il voit d'un œil très mauvais l'arrivée d'Alix et Enak et tente de les éliminer à plusieurs reprises. Il meurt avant d'avoir pu réussir sa conquête, tué d'un coup de poignard par une jeune fille barbare (Klera) qu'il tentait de violer. Tullius Carbo est secondé par Simones Falcalus, un marchand qui fait du commerce d'esclaves et de fourrures avec les tribus barbares. Il tente d'assassiner Alix et Enak Après l'échec de l'expédition romaine, Falcalus finit par être tué par les barbares.
Durant l'expédition en Germanie, les Romains sont observés et harcelés par des combattants barbares : les combats directs sont peu fréquents. Des marchands grecs avec une cargaison d'ambre sont attaqués par Tullius Carbo et rejoignent les barbares. Alix et Enak parviennent à sympathiser avec deux jeunes filles (Mavir et Klera) ayant appris un peu de grec auprès des marchands.
En parallèle, le centurion Galva, ami d'Alix, est nommé général par César. Il prend la tête de la douzième légion et part rejoindre Altus Rhenus, mais choisit de s'arrêter en Gaule pour se divertir et se reposer. Il arrive finalement au fort alors que la plupart des troupes romaines ont été massacrées.

### Personnages principaux
- Alix Graccus, chargé par César d'un rapport sur le fonctionnement du fort d'Altus Rhenus
- Enak, chargé par César de dessiner le fort d'Altus Rhenus
- Tullius Carbo, tribun à la tête du fort d'Altus Rhenus ayant soif de conquêtes
- Simones Falcalus, marchand romain qui commerce avec les tribus barbares et homme de confiance de Tullius Carbo
- Lavius Cornelius Galva, centurion ami d'Alix que César nomme responsable du gouvernement des Gaules.

### Personnages secondaires
- Jules César, resté à Rome
- Claudius Sextus, centurion qui accueille Alix et Enak à l'entrée du fort
- Valerius Graber, centurion proche d'Alix et Enak
- Deux jeunes esclaves barbares au camp d'Altus Rhenus
- Caulus, soldat dirigeant les rameurs des navires romains de Galva
- Balbus, officier romain accompagnant Galva
- Certorius, centurion chargé de la logistique de l'expédition de Tullius Carbo
- Vicinius, centurion romain de l'expédition de Tullius Carbo (mentionné)
- Savinius, officier romain de l'expédition de Tullius Carbo
- Balbus, officier romain servant le général Galva
- Des marchands grecs commerçant avec les tribus barbares. Attaqués par Tullius Carbo, ils rejoignent les barbares.
- Haldar, chef d'un village barbare
- Mavir et Klera, deux jeunes filles barbares qui sympathisent avec Alix et Enak. Klera tue Tullius Carbo d'un coup de poignard.

## Lieux
L'intrigue démarre au fort d'Altus Rhenus, situé au nord de la Gaule, le long du Rhin, à la frontière avec la Germanie. En parallèle, à Rome, Galva est nommé général par César et entreprend de rejoindre le nord de la Gaule : parti du port d'Ostie, il traverse la Méditerranée, arrive à Massilia (Marseille), puis fait halte dans un oppidum gaulois où il s'arrête plusieurs jours avant de rejoindre Lugdunum (Lyon).
En même temps, Tullius Carbo lance son expédition en Germanie : sa flotte remonte le Rhin et arrive dans la mer du Nord (dénommée mer de Septentrion). Les Romains débarquent sur une petite île et y installent leur camp. Une partie des navires repart le lendemain pour une plage plus au nord, près d'un village barbare qui est attaqué peu après. Tournant au fiasco, l'expédition doit rebrousser chemin vers le Rhin jusqu'à Altus Rhenus, où les survivants retrouvent Galva et ses troupes venus à leur secours. La bande dessinée est « avare de précisions topographiques » et ne permet pas de connaître avec précision l'itinéraire emprunté par les Romains en Germanie.
Le fort romain d'Altus Rhenus a « une architecture massive », tandis que le reste des décors sont majoritairement naturels (fleuve, île, forêts...). « [Jacques Martin souhaitait] trancher complètement avec l’album précédent » Ô Alexandrie.

## Réalisation et publication
L'album est le premier publié chez Dargaud, et non plus chez Casterman, éditeur historique des Aventures d'Alix. Jacques Martin souhaitait depuis quelques années changer d'éditeur à cause de problèmes avec Casterman ; un accord à l'amiable stipula que Ô Alexandrie serait le dernier publié par Casterman, qui garderait les droits sur les albums précédents, tandis que Dargaud pourrait éditer les suivants. Toutefois, Jacques Martin fut déçu des ventes de l'album Les Barbares et décida quelques années plus tard de revenir chez Casterman pour les albums suivants.
Les Barbares est le premier album où tous les dessins (décors, personnages...) sont réalisés par Rafael Morales, Jacques Martin (atteint depuis 1991 d'une maladie des yeux) restant chargé du scénario. Martin exige de Morales qu'il suive très précisément ses instructions : l'auteur souhaite faire évoluer le trait, et demande à Morales de ne pas copier son style antérieur. Christophe Simon a contribué aux dessins des personnages, afin que l'album puisse sortir à temps.
Laurent Mélikian loue dans Bodoï la « galerie de personnages » hauts en couleur et apprécie que Morales « commence à trouver ses propres marques » graphiques mais regrette « les ellipses trop rapides et les dialogues à rallonge qui alourdissent la lecture ».

## Analyse
Pour Bruno Dumézil, Jacques Martin représente les Germains dans les aventures d'Alix comme « des barbares brutaux (...) inassimilables à la civilisation romaine ». Néanmoins, dans Les Barbares, l'ennemi d'Alix et Enak est le grand tribun Tullius Carbo, qui rêve de s'enrichir et de mettre la main sur l'ambre des tribus germaniques. Pour Michel Eloy, Tullius Carbo est à la fois inspiré par le général Nero Claudius Drusus, qui conquiert la Germanie au début du règne d'Auguste, et par le général Varus, vaincu par les Germains en 9 apr. J.-C.. Il représente l'archétype du « militaire mégalomane et paranoïaque prêt à mettre le monde entier à feu et à sang ».
Le fort d'Altus Rhenus est inspiré de la Colonia Ulpia Traiana, forteresse romaine au bord du Rhin fondée par Trajan et située aujourd'hui à Xanten (Allemagne). Au même endroit, un camp romain (Castrum Vetera I) avait été édifié en -15, puis détruit par des attaques des Germains en 70.